# Flyvae
Flyvae är en sjö i nordvästra Estland. Den ligger i Nuckö kommun i landskapet Läänemaa, 70 km väster om huvudstaden Tallinn. Flyvae ligger en meter över havet. Arean är 0,043 kvadratkilometer.
Flyvae ligger i de delar av Estland som traditionellt varit bebodda av estlandssvenskar. Namnet är svenskt, förledet innehåller samma ord som gungfly och efterledet är dialektalt ord för vatten. Närmaste by är Spithamn. Österut ligger sjön Pikane järv och västerut mossen Periküla soo.